# چرخند آمفان
چرخند آمفان (انگلیسی: Cyclone Amphan) یک طوفان گرمسیری قدرتمند بود که باعث خسارات گسترده‌ای در شرق هند و بنگلادش شد. این شدیدترین طوفان بود که از طوفان سیدر سال ۲۰۰۷ تا کنون به دلتای گنگ برخورد کرده‌است. آمفان همچنین اولین طوفان قوی گردباد در خلیج بنگال از گردباد ادیشا در سال ۱۹۹۹ تاکنون بود، و همچنین دومین گردباد گرمسیری شدید در سراسر جهان در سال ۲۰۲۰ بود. اولین توفند گرمسیری از فصل طوفان اقیانوس شمالی ۲۰۲۰ آمفان از منطقه‌ای با فشار کم در خلیج جنوبی بنگال توسعه یافت.

## تلفات و خسارات
در جریان این چرخند پرقدرت که سرعت آن ۱۸۵ کیلومتر بر ساعت بود، دست‌کم ۸۰ نفر در بنگلادش و سواحل شرق هند کشته شده‌اند. بسیاری از درخت‌ها و سقف خانه‌ها کنده و بسیاری از زمین‌های کشاورزی و خانه‌های مسکونی تخریب شد.